# Supercoupe du Mozambique de football
La Supercoupe du Mozambique de football est une compétition de football opposant le champion du Mozambique au vainqueur de la Coupe du Mozambique. 

## Palmarès
| Année | Vainqueur                           | Score                         | Finaliste                           |
| ----- | ----------------------------------- | ----------------------------- | ----------------------------------- |
| 1982  | Têxtil do Punguè                    | 1 - 0                         | Grupo Desportivo de Maputo          |
| 1985  | CD Maxaquene                        |                               |                                     |
| 1992  | Clube de Gaza                       | 1 - 0                         | CD Costa do Sol                     |
| 1994  | CD Costa do Sol                     | (aller : 0-3)                 | Ferroviário Beira                   |
| 1997  | Clube Ferroviário de Maputo         | 2 - 0                         | CD Maxaquene                        |
| 2000  | CD Costa do Sol                     | 1 - 0                         | Clube Ferroviário de Maputo         |
| 2001  | CD Costa do Sol                     | 2 - 1 3 - 0                   | Matchedje de Maputo                 |
| 2002  | CD Costa do Sol                     | 0 - 0 1 - 0                   | CD Maxaquene                        |
| 2003  | CD Costa do Sol                     | 1 - 0 0 - 1 a.p. 3 - 2 t.a.b. | Clube Ferroviário de Maputo         |
| 2004  | CD Maxaquene                        | 4 - 1 1 - 1                   | Clube Ferroviário de Nampula        |
| 2005  | Clube Ferroviário de Maputo         | 2 - 0 2 - 1                   | Clube Ferroviário de Nampula        |
| 2006  | Clube Ferroviário de Maputo         | 0 - 0 3 - 0                   | Ferroviário Beira                   |
| 2007  | Grupo Desportivo de Maputo          | 2 - 1 2 - 0                   | Têxtil do Punguè                    |
| 2008  | CD Costa do Sol                     | 1 - 0 0 - 1 a.p. 4 - 3 t.a.b. | Clube Ferroviário de Nampula        |
| 2009  | Clube Ferroviário de Maputo         | 3 - 1 a.p.                    | Atlético Muçulmano da Matola        |
| 2010  | Clube Ferroviário de Maputo         | 5 - 1                         | CD Costa do Sol                     |
| 2011  | CD Maxaquene                        | 1 - 0                         | Liga Desportivo Muçulmana de Maputo |
| 2012  | Clube Ferroviário de Maputo         | 1 - 1a.p. 4 - 3 t.a.b.        | Liga Desportivo Muçulmana de Maputo |
| 2013  | Liga Desportivo Muçulmana de Maputo | 2 - 1a.p.                     | CD Maxaquene                        |
| 2014  | Liga Desportivo Muçulmana de Maputo | 1 - 1a.p. 5 - 4 t.a.b.        | Ferroviário Beira                   |
| 2015  | Liga Desportivo Muçulmana de Maputo | 1 - 0a.p.                     | Ferroviário Beira                   |
| 2016  | Clube Ferroviário de Maputo         | 1 - 0a.p.                     | Liga Desportivo Muçulmana de Maputo |
| 2017  | Ferroviário Beira                   | 2 - 1a.p.                     | União do Songo                      |
| 2018  | CD Costa do Sol                     | 2 - 0                         | União do Songo                      |
| 2019  | CD Costa do Sol                     | 2 - 0                         | União do Songo                      |
| 2020  | CD Costa do Sol                     | 1 - 1a.p. 6 - 5 t.a.b.        | União do Songo                      |
| 2022  | Associação Black Bulls              | 1 - 0                         | Ferroviário Beira                   |
| 2023  | União do Songo                      | 2 - 1                         | Clube Ferroviário de Maputo         |
| 2024  | Associação Black Bulls              | 2 - 0                         | Ferroviário Beira                   |